# Preci
Preci é uma comuna italiana da região da Úmbria, província de Perúgia, com cerca de 816 habitantes. Estende-se por uma área de 82 km², tendo uma densidade populacional de 10 hab/km². Faz fronteira com Castelsantangelo sul Nera (MC), Cerreto di Spoleto, Nórcia, Visso (MC).
Pertence à rede das Cidades Cittaslow.

## Demografia
| Variação demográfica do município entre 1861 e 2011                               |
|                                                                                   |
| Fonte: Istituto Nazionale di Statistica (ISTAT) - Elaboração gráfica da Wikipedia |